# Авити Алькарас, Приска
Приска Авити Алькарас (исп. Prisca Guadalupe Awiti Alcaraz; род. 20 февраля 1996, Энфилд, Большой Лондон) — мексиканская дзюдоистка. Бронзовый призёр летних Олимпийских игр 2024 года, бронзовый призёр Панамериканских игр 2023 года, призёр чемпионатов Панамерики. Участница летних Олимпийских игр 2020 и 2024 годов.

## Биография
Родилась 20 февраля 1996 года в Лондоне в Великобритании, в семье отца-кенийца Ксавье и матери-мексиканки Марии Долорес. Её мать родом из Леон-де-лос-Альдама.
До того, как заняться дзюдо, Авити плавала и занималась гимнастикой. Её братья — Филип, Джошуа, Сэмми и Майкл, а также двоюродные братья вступили в Энфилдский клуб дзюдо, за ними последовала и Приска.

## Спортивная карьера
На Панамериканском чемпионате по дзюдо 2021 года, проходившем в Гвадалахаре, Приска завоевала серебряную медаль в весовой категории до 63 кг. В финале уступила сопернице из Бразилии Кетлейн Квадрус.
В 2021 году Пимента представляла Мексику на летних Олимпийских играх 2020 года в Токио. Она выступала в весовой категории до 63 кг среди женщин, где в первом же поединке уступила монгольской спортсменке.
В 2023 году, завоевала бронзовую медаль на Панамериканских играх в Сантьяго. В поединке за третье место одолела соперницу из Аргентины Агустину Де Лучи.
На летних Олимпийских играх 2024 года в Париже в категории до 63 кг Приска завоевала серебряную медаль, уступив чемпионство в финале словенке Андрее Лешки.